# Cistus albidus
Il cisto biancastro (Cistus albidus L., 1753) è un arbusto sempreverde della famiglia delle Cistaceae.

## Descrizione
Generalmente non supera il metro d'altezza. Il fusto è legnoso dotato di corteccia. Le foglie sono opposte e dotate di peli stellati. Le infiorescenze sono costituite da tre ad otto fiori, sorretti da peduncoli. Il frutto è costituito da una capsula pelosa avvolta da un calice contenente numerosi semi. La fioritura avviene nel periodo tra aprile e giugno.

## Distribuzione e habitat
La specie è diffusa nella parte occidentale del bacino del Mediterraneo (Marocco, Algeria, Portogallo, Spagna e Italia). In Italia si trova in Piemonte, Lombardia, Veneto, Liguria, Toscana, Umbria, Abruzzo, Campania, Lazio, Puglia e Sardegna.
Popola il sottobosco in zone aride, su terreni rocciosi calcarei, soprattutto nella macchia mediterranea.